# Sjarhej Karnilenka
Sjarhej Aljaksandravitj Karnilenka (vitryska: Сяргей Аляксандравіч Карніленка, ryska: Сергей Александрович Корниленко, Sergej Aleksandrovitj Kornilenko), född 14 juni 1983 i Vitsebsk i Vitryska SSR i Sovjetunionen (nu Belarus), är en Belarusisk före detta fotbollsspelare och numera tränare. 
Han spelade bland annat för Dinamo Minsk, Dnipro Dnipropetrovsk, Zenit Sankt Petersburg och Krylja Sovetov Samara.
Karnilenka är även en viktig spelare i Vitrysslands herrlandslag i fotboll och har sedan debuten år 2004 spelat 56 matcher och gjort 12 mål.[uppföljning saknas]